# Buddleja officinalis
Buddleja officinalis är en flenörtsväxtart som beskrevs av Carl Maximowicz. Buddleja officinalis ingår i släktet buddlejor, och familjen flenörtsväxter. Inga underarter finns listade i Catalogue of Life.